# 和洋女子大学
和洋女子大学（日语：和洋女子大学／わようじょしだいがく）是日本的私立大学，學校地址位於千葉縣市川市国府台。1897年創校。

## 沿革
- 1897年 創校，校名為和洋裁縫女学院。創校者為堀越千代。
- 1901年 改名為和洋裁縫女学校。
- 1954年 增設短期大学部国文科。
- 1961年 增設文家政学部英文学科。
- 1965年 增設文家政学部国文学科。

## 学部
- 人文学部
  - 英文学科
  - 日本文学科
  - 国際社会学科
  - 發達科学科
- 家政学部
  - 服飾造形学科
  - 健康榮養学科
  - 生活環境学科

## 外部連結
- 和洋女子大学（页面存档备份，存于）